# Mitsugi Saotome
Mitsugi Saotome (五月 女 貢 Saotome Mitsugi) (nacido el 7 de marzo de 1937) es un instructor de aikido japonés que vive actualmente en los Estados Unidos. Mitsugi Saotome es un maestro en el arte marcial del aikido y fue discípulo directo (Uchi-Deshi) del fundador del aikido, Morihei Ueshiba. (Ō-sensei) (Gran Maestro y fundador del Aikido). Antes de conocer al maestro Ueshiba practicó de manera intensiva las artes marciales del kendo, el karate, y el judo. A la edad de 16 años, Saotome comenzó su entrenamiento de artes marciales en el judo. A la edad de 18 años, entró en el Aikikai Hombu Dojo en Tokio con el fin de entrenar bajo Ueshiba. Se convirtió en un uchi-deshi en 1958 y se formó allí durante un total de 15 años hasta la muerte de su maestro en 1969.
Saotome comenzó a enseñar en el Aikikai Hombu Dojo en 1960. Fue muy respetado como instructor, recibiendo muchos honores. Obtuvo el título de shihan y finalmente fue nombrado instructor superior. Como un instructor mayor en el Aikido él era el instructor principal de las armas en Hombu. Él sostuvo esa posición hasta 1975.
En este momento Saotome comenzó a dar gran pensamiento y meditación en cuanto a su futuro propósito. Después de muchos días de consideración, se dijo que había sentido la mano de la intervención espiritual divina. Esto fue decisivo en su decisión de trasladarse a los Estados Unidos. Él sentía que los EE. UU. estaban en un punto del desarrollo que abrazó nuevas ideas, y que éste sería un ambiente ideal para separar el mensaje de la paz y de la armonía implicadas en el estudio del aikido.
Cuando se le preguntó sobre su decisión de trasladarse a los Estados Unidos, Saotome dijo: "Medité en el espíritu de Ōsensei durante tres días y tres noches y sentí que era su deseo que yo fuera. Este país es un gran experimento, un crisol de gente de el mundo condensado en una sola nación El objetivo del sueño del aikido y Ōsensei es que todos los pueblos del mundo vivan juntos como una familia, en armonía entre sí y con su entorno. oportunidad de dar un gran ejemplo ".
Después de trasladarse a los EE. UU., Saotome fundó una organización conocida como Escuelas Aikido de Ueshiba. Él continúa sirviendo como instructor principal para la organización, que ha vuelto a unirse al Aikikai y ha reanudado su asociación con Hombu Dojo.
Saotome es especialmente experto en el uso de armas japonesas tradicionales, incluyendo los bastones de madera jo y bo, y la espada de madera o bokken. También ha desarrollado un sistema para trabajar con dos espadas en aikido. Saotome siente que el aprendizaje de los movimientos y habilidades asociadas con la competencia en estas armas no sólo aumenta la velocidad y la agilidad, sino la armonía con el compañero. La gracia y la perfección son muy importantes, ya que un solo golpe accidental con una de estas armas de "práctica" puede ser terriblemente doloroso. Dado que el aikido enfatiza la armonía entre uno mismo y el universo, el respeto por el compañero es muy importante. Las consecuencias de sus técnicas son inmediatamente obvias y la intensa concentración y el entrenamiento debe conducir en última instancia a una interacción controlada y armoniosa.
Mitsugi Saotome actualmente reside en el estado de Florida en los Estados Unidos. Él continúa enseñando en el Dojo de la Capilla de Aiki (Aiki Shrine ) en la Ciudad de Myakka, Florida, pero pasa aproximadamente 6 semanas cada año enseñando en el Dojo de Aikido Shobukan, el dojo casero de las Escuelas de Aikido de Ueshiba en Washington D. C. Él también viaja extensamente, enseñando seminarios a través de los Estados Unidos.
Saotome también ha escrito tres libros sobre el Aikido: Los Principios del Aikido, Aikido y la armonía de la naturaleza, Aikido: Viviendo por el Diseño, Una luz en transmisión; También ha producido una colección de videos que demuestran varias técnicas y demostraciones, incluyendo videos sobre la técnica de dos espadas (Niten Ichi Ryu).

## Libros Publicados
- Autor e ilustrador del Libro Los Principios del Aikido (July 22, 1989), donde explica la filosofía y práctica del arte marcial popular, que enfatiza la armonía y la resolución pacífica del conflicto. Más de mil fotografías ilustran los principios y técnicas básicas, incluyendo el uso de la espada de madera, el personal de madera y las técnicas de "mano vacía". Se le da orientación al lector en las actitudes físicas, mentales y espirituales apropiadas con las cuales abordar esta práctica y en formas de aplicar la sabiduría del Aikido a la vida cotidiana. También se incluyen conferencias del propio fundador.

- Autor e ilustrador del Libro Aikido o la armonía de la naturaleza (October 19, 1993) (en español: Editorial Kairos, Barcelona, Esp) que se trata de la relación de Aikido (como técnica y como vía) con las formas y leyes de la naturaleza. Tiene un prólogo de David Jones y Carmelo Ríos.

- Autor e ilustrador del Libro Aikido: Viviendo por el Diseño (Marzo 2004) comparte su trabajo y pensamientos sobre las artes, incluyendo la escultura, el arte textil, la caligrafía, la jardinería y la cocina. Un libro a todo color, Aikido Living by Design combina fotos de la obra de arte de Saotome con sus reflexiones filosóficas sobre los valores en el arte y la vida. Incluido, entre otros medios en este compendio bellamente-fotografiado, hay muchas fotos de Saotome sensei.

- Autor del Libro Una luz en transmisión (Junio 30, 2015) es el relato único de las experiencias personales de Mitsugi Saotome sensei y el desarrollo como un estudiante de vivir bajo Morihei Ueshiba, el Fundador del Aikido. Como uno de los últimos sobrevivientes viven en los estudiantes de la época de la posguerra, Saotome Sensei arroja una luz históricamente significativa sobre lo que era aprender y vivir con uno de los mejores artistas marciales y sabios de los tiempos modernos. Las lecciones y las historias contenidas en este libro proporcionan una ventana cariñosamente contada en una era pasada y serán de interés no sólo a los practicantes del Aikido ya los estudiantes de artes marciales sino a cualquier persona que toma la pregunta de cómo los niveles más altos del arte y de la cultura se pasan de una generación a la siguiente.